# Kian Ronan
Kian Joe Ronan (* 9. März 2001 in Harlow) ist ein englisch-gibraltarischer Fußballspieler. 

## Verein
In seiner Jugend spielte Ronan bis 2019 für Ipswich Town. Er bestritt für die U18 zwei Partien im FA Youth Cup. Zeitweise wurde er an Mildenhall Town F.C. und Leyton Athletic verliehen. Im Juli 2019 gingen er und Ipswich Town getrennte Wege.
Im Anschluss wechselte er in die Gibraltar National League zu Manchester 62 FC. Nach einer erfolgreichen Spielzeit 2019/2020 mit 6 Toren in 13 Spielen wechselte er innerhalb der Liga zum Lincoln Red Imps FC. Mit dem Verein konnte er dreimal in Folge die Meisterschaft erringen (2021, 2022 & 2023). Zudem noch 2 Pokalsiege 2021 und 2022 sowie der einmalige Gewinn des Supercups (2022). In der Spielzeit 2021/22 qualifizierte er sich mit dem Lincoln Red Imps FC für die Gruppenphase der UEFA Europa Conference League. Beim Qualifikationsrückspiel für die Gruppenphase gegen den Riga FC am 26. August 2021 erzielte er den finalen 3:1 Treffer in der 122. Spielminute.   
In der Gruppenphase traf er mit dem Club auf PAOK Thessaloniki, ŠK Slovan Bratislava und den FC Kopenhagen. Ronan bestritt 5 von möglichen 6 Spielen in der Gruppenphase und schied mit dem Verein nach dieser aus dem Wettbewerb aus.  
Im Sommer 2023 kehrte er nach England zurück und wechselte in die National League North (6. Liga) zu King's Lynn Town.

## Nationalmannschaft
Ronan durchlief bis 2020 die U-Nationalmannschaften von Gibraltar. Sein Debüt für die A-Nationalmannschaft gab er am 5. September 2020 beim 1:0-Erfolg in der UEFA Nations League gegen San Marino. 

## Erfolge
- Gibraltischer Meister: 2021, 2022 & 2023
- Gibraltarischer-Fußballpokal-Sieger: 2021 & 2022
- Gibraltarischer Fußball-Supercup-Sieger: 2022
- UEFA Nations League: 2020/21 Aufstieg von Liga D in Liga C